# 1968 у футболі
Нижче наведені футбольні події 1968 року у всьому світі.

## Події
- Відбувся третій чемпіонат Європи, переможцем якого стала збірна Італії.
- Відбувся шостий кубок африканських націй, переможцем якого стала збірна Конго-Кіншаса.
- Відбувся четвертий кубок Азії, переможцем якого стала збірна Ірану.

## Засновані клуби
- ВІТ Джорджія (Грузія)
- Судува (Литва)
- Фортуна (Сіттард) (Нідерланди)

## Національні чемпіони
- Англія: Манчестер Сіті
- Італія: Мілан
- Іспанія: Реал Мадрид
- Нідерланди: Аякс (Амстердам)
- СРСР: Динамо (Київ)
- ФРН: Нюрнберг
- Шотландія: Селтік

## Золотий бутс
Першим лауреатом «Золотого бутса», нагороди для найкращого бомбардира європейських національних чемпіонатів, став португалець Еусебіу.
1. Еусебіу (Португалія, «Бенфіка» Лісабон) — 42
2. Анталь Дунаї (Угорщина, «Уйпешт Дожа» Будапешт) — 36
3. Роберт Леннокс (Шотландія, «Селтік» Глазго) — 32